# Lele (compositor)
Víctor Alexis Rivera Santiago (Carolina, 17 de septiembre de 1986-Trujillo Alto, 1 de julio de 2010) conocido por su nombre artístico Lele, fue un compositor, letrista y cantante puertorriqueño. 
Lele firmó con el sello discográfico Gold Star Music de Héctor el Father, y tiempo después firmó con Rottweilas Inc, compañía discográfica de Cosculluela, así como su sello independiente Secret Family. Grabó en solitario y también formó parte del dúo musical Endo y Lele.

## Biografía
Luego de descubrir su talento musical, Lele trabajó en el sello Gold Star Music de Héctor el Father como compositor desde 2003 hasta 2008. Escribió muchas canciones para artistas como Héctor el Father o Yomo, pero no fue acreditado por la mayoría de ellas excepto algunas excepciones. Después de que la compañía se disolvió, grabó «O Me Pagas» con Endo, una tiraera hacia Héctor el Father por supuestamente deberle regalías por su trabajo como compositor. Luego lo demandó por $ 500,000 por las regalías de más de 40 canciones que había escrito para él, pero perdió el caso. Más tarde pasó a trabajar con Cosculluela en su sello Rottweilas Inc., donde escribió y grabó canciones, la mayoría de ellas junto con su socio Endo, y comenzó a grabar un álbum como rapero, mientras ambos escribían y rapeaban.

## Fallecimiento
El 1 de julio de 2010, el cuerpo de Rivera fue encontrado dentro de un automóvil en Trujillo Alto con 24 heridas de bala en su cuerpo, no obstante, tras investigaciones por parte de la brigada de investigación falleció en el Residencial Manuel A. Pérez. Su cuerpo fue identificado por sus múltiples tatuajes, ya que, según su madre, "no quedaba suficiente de su rostro para identificarlo, Según documentos del Departamento de Justicia de Estados Unidos, un líder de la organización narcotraficante La ONU orquestó el asesinato de Rivera, quien también era miembro de la misma organización.